# Linh dương lưng vằn
Linh dương lưng vằn (danh pháp khoa học: Cephalophus zebra) là một loài động vật có vú trong họ Bovidae, bộ Artiodactyla. Loài này được Gray mô tả năm 1838. Linh dương lưng vằn được tìm thấy ở Bờ Biển Ngà, Guinea, Sierra Leone và Liberia. Nó cũng đã được phát hiện gần đây ở phía đông nam Guinea. Linh dương lưng vằn có bộ lông vàng hoặc nâu đỏ đặc biệt sọc như ngựa vằn, vệt đen trên đôi chân trên và khuôn mặt màu nâu đỏ. Chúng dài đến 90 cmi, cao 45 cm và nặng tới 20 kg. Sừng giống cái chĩa dài 4,5 cm dài ở con đực và chỉ dài 2,25 cm ở con cái.
Linh dương lưng vằn sinh sống trong rừng nhiệt đới chủ yếu vùng đồng bằng, đặc biệt là khu phát quang và dọc theo lề rừng, nơi chúng ăn lá cây và trái cây.

## Hình ảnh

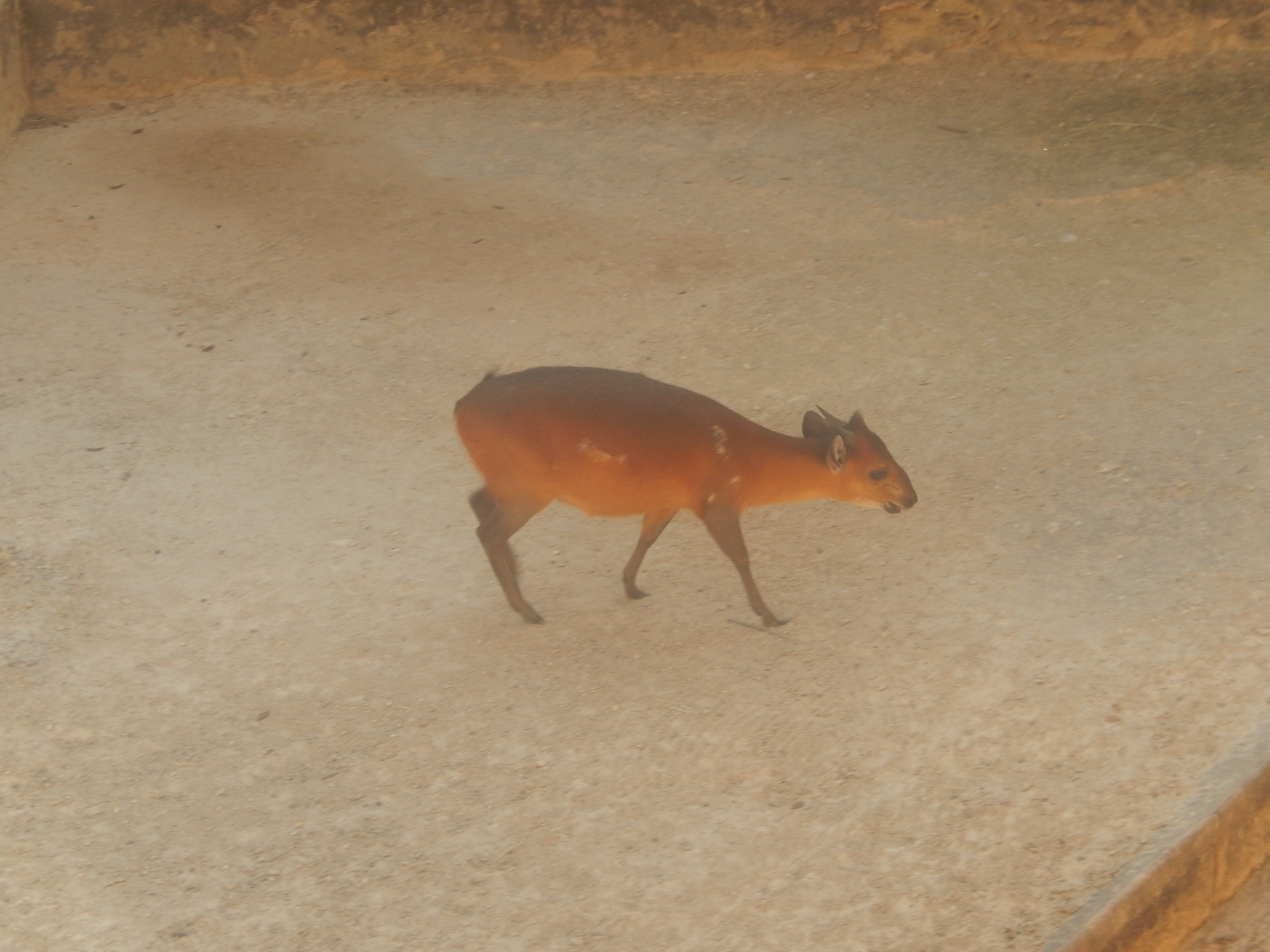
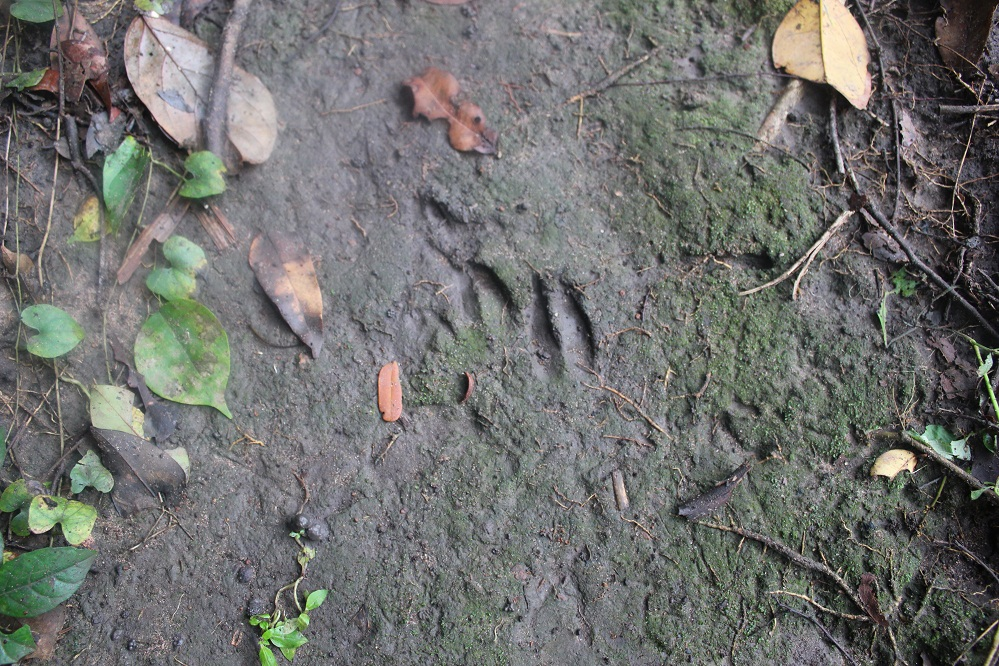